# Ranitomeya sirensis
Ranitomeya sirensis é uma espécie de anfíbio da família Dendrobatidae.
Ocorre na Bolívia, no departamento de Pando, no Brasil, no estado do Acre, e no Peru, nos departamentos de Cusco, Huánuco, Junín, Loreto, Madre de Dios, Pasco, San Martín e Ucayali.
Os seus habitats naturais são: florestas subtropicais ou tropicais húmidas de baixa altitude. Está ameaçada por perda de habitat.